# Décès en 1111
Décès
- 1107
- 1108
- 1109
- 1110
- 1111
- 1112
- 1113
- 1114
- 1115

Cette page dresse une liste de personnalités mortes au cours de l'année 1111 :
- 22 février : Roger Borsa, duc d’Apulie.
- 6 ou 7 mars : Bohémond de Tarente ou Bohémond Ier d’Antioche le Grand, prince d’Antioche, à Canosa di Puglia, en Apulie (Pouilles).
- 12 avril : Berthold II de Zähringen, anti duc de Souabe, duc de Zähringen et prétendant au titre de duc de Carinthie et de margrave de Vérone.
- 15 juin : Yun Gwan (en), général Goryeo.
- 5 octobre : Robert II de Flandre meurt au combat près de Meaux aux côtés du roi et contre le comte de Blois, allié du roi d’Angleterre.
- 26 octobre : Gómez González, également appelé de Lara ou de Candespina, noble et militaire du royaume de Castille.
- Décembre : Al-Ghazâlî, juriste musulman.
- 7 décembre : Ōe no Masafusa, poète, érudit et courtisan kugyō japonais de la seconde moitié de l'époque de Heian.
- 19 décembre : Al-Ghazâlî, Abou Ḥamid Moḥammed ibn Moḥammed al-Ghazālī  ou Algazel, soufi d'origine persane.

- Bari Lotsawa, le traducteur de Bari, Rinchen Drakpa, nom indien Ratnakirti, bouddhiste tibétain des débuts du sarmapa qui rapporta d’Inde et du Népal des enseignements mahāyāna et tantriques.
- Berthold de Parme (en), frère lai bénédictin.
- Cadwgan ap Bleddyn, coprince de Powys.
- Felicia Cornaro (en), femme de Vital Ier Michele, doge de Venise.
- Gilbert Ier de Gévaudan, vicomte de Millau et de Lodève, puis comte de Gévaudan et de Provence.
- Gui II de Rochefort, comte de Rochefort et seigneur de Gournay.
- Iorweth ap Bleddyn, coprince de Powys dans l'est du pays de Galles.
- Nicolas III Grammatikos, patriarche de Constantinople.
- Otton II de Habsbourg, dit le Docte, comte de Habsbourg et de Sundgau.
- Piotr I (en), évêque de Wrocław.
- Richard d'Aquila, duc de Gaète.
- Robert de Molesme, moine réformateur français, fondateur de l'ordre cistercien.
- Sökmen el-Kutbî (en), bey turc.
- Vekenega (en), religieuse croate.

## Crédit d'auteurs
- Cet article est partiellement ou en totalité issu de l'article intitulé « 1111 » (voir la liste des auteurs).